# Pierre Dørge

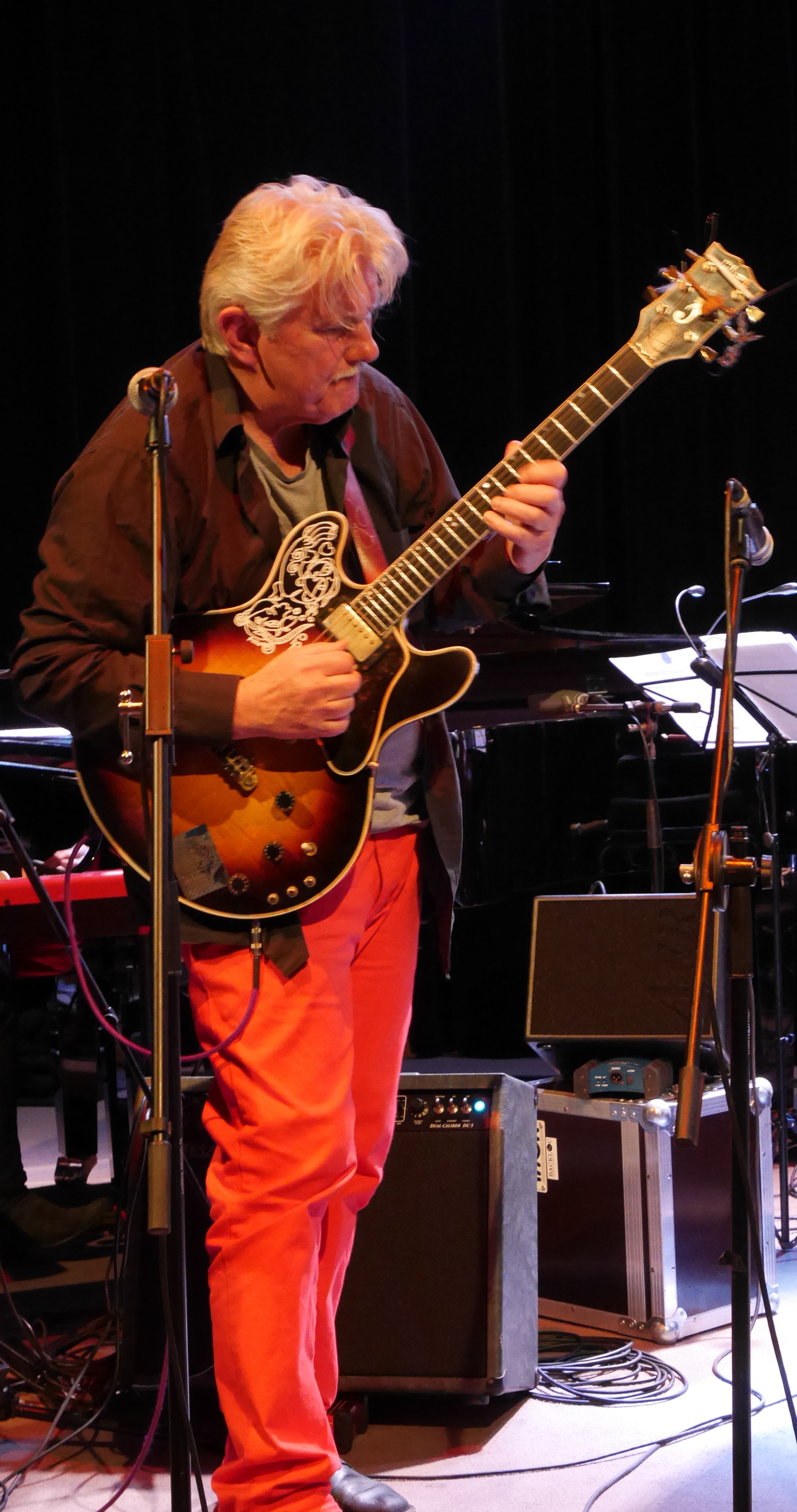
Pierre Dorge, Jazz sous les bigaradiers, La Gaude 2015

Pierre Dørge (né le 28 février 1946 à Copenhague) est un guitariste de jazz danois, chef d'orchestre et compositeur. Avec le New Jungle Orchestra, il crée une combinaison unique entre du jazz traditionnel, du jazz moderne  et de la musique africaine.
Parmi ses accompagnateurs, on retrouve sa femme Irene Becker (de), le contrebassiste Johnny Dyani (en) et la percussionniste Marilyn Mazur,

## Biographie
Entièrement autodidacte, il commence la guitare à l'âge de 12 ans et très tôt gagne des concours amateurs avec son quintet. Il collabore alors avec John Tchicai pour jouer de la musique rock. En 1980, il fonde le New Jungle Orchestra, qui lui permet de parcourir le monde et de faire découvrir sa musique inspirée de Ornette Coleman et Duke Ellington.

## Discographie
- John Tchicai & Cadentia Nova Danica: Afrodiciaca (1969)
- Carsten Meinert: CM Musictrain (1970)
- John Tchicai Trio med NHØP: Real Tchicai, (1977) –
- Pierre Dørge & Walt Dickerson: Landscape with Open Door, (1978) –
- Thermænius: Live (1979) –
- Pierre Dørge Quartet med John Tchicai, NHØP & Billy Hart: Ballad Round the Left Corner, (1979) –
- Pierre Dørge & New Jungle Orchestra, (1982) –
- Pierre Dørge & New Jungle Orchestra : Brikama, (1984) –
- Pierre Dørge & New Jungle Orchestra: Even the Moon Is Dancing, (1985) –
- Pierre Dørge, Irene Becker & Morten Carlsen feat. Marilyn Mazur: (Canoe) –
- Pierre Dørge & New Jungle Orchestra: Johnny Lives, (1987) –
- Pierre Dørge & New Jungle Orchestra: Different Places - Different Bananas, (1988) –
- Pierre Dørge & New Jungle Orchestra: Peer Gynt, (1989) –
- Pierre Dørge & New Jungle Orchestra: Live in Chicago, (1990) –
- David Murray & Pierre Dørge’s New Jungle Orchestra: The Jazzpar Prize, (1991) –
- Pierre Dørge & New Jungle Orchestra: Absurd Bird, (1994) –
- Pierre Dørge & New Jungle Orchestra: Music from the Danish Jungle, (1995) –
- Pierre Dørge & New Jungle Orchestra: China Jungle, (1997) –
- Pierre Dørge & New Jungle Orchestra: Giraf, November-December (1998) –
- Pierre Dørge & the New Jungle Orchestra: Live at Birdland, (1999) –
- Pierre Dørge & New Jungle Orchestra: Zig Zag Zimfoni, (2000) –
- Pierre Dørge & New Jungle Orchestra: Negra Tigra (2001) –
- Pierre Dørge & New Jungle Orchestra: Dancing Cheek to Cheek, (2003) –
- Pierre Dørge & New Jungle Orchestra: Jazz Is Like Bananas (2007) –
- Dørge-Becker-Carlsen: The Skagen Concert (2007) –
- Pierre Dørge & New Jungle Orchestra: – Whispering Elephants (2008) –
- Pierre Dørge & New Jungle Orchestra: – At The Royal Playhouse (2008) –
- Pierre Dørge & New Jungle Orchestra: Pierre Dørge Presents NJO, (2010) –
- Pierre Dørge & New Jungle Orchestra: Sketches of India, (2011)